# Quirze Perich i Iglésias
Quirze Perich i Iglésias fou un flabiolaire nascut a Sant Feliu de Buixalleu el 3 de juny de 1896 i mort a Mataró el 3 de desembre de 1985 a Mataró.
Va ser músic actiu entre els anys 1910 i 1983, fent, entre d'altres, la tasca d'acompanyar els seguicis festius, com els balls de gegants, acompanyant-los amb la música del flabiol i del bombo, amb una vinculació molt estreta amb els gegants de Mataró i la Família Robafaves.
Part dels seus instruments i documents personals es poden trobar conservats al Museu de Mataró, fotografies al Museu Arxiu de Santa Maria, així com alguns enregistraments sonor, conservats a la Fonoteca del CPCPTC. Una part considerable del repertori dels seus darrers anys ha estat transcrita i publicada.
La darrera vegada que va tocar públicament fou l'any 1983, quan va acompanyar els gegants i nans de la Ciutat de Mataró, cosa que ja havia fet des de l'any 1946, a la festa major.